# Congost d'Iskar
El congost d'Iskar (en búlgar: Искърски пролом) és un congost de 65 km de longitud situat a Bulgària. Va ser creat pel riu Iskar en la seua travessia pels Balcans. Des del punt de vista geològic, el congost es va formar per antecedencia durant el Paleogen. Al llarg del riu es troben nombroses formacions rocoses i penya-segats; la diferència d'altura entre el fons del congost i els cims circumdants pot arribar fins als 1000 metres. El canó també representa una important via de transport entre el sud i el nord de Bulgària i uneix la capital, Sofia, amb la ciutat de Mezdra. Al llarg del riu transcorre una carretera i la via de tren doble de Sofia a Varna.